# Folkekirken
Folkekirken eller den danske folkekirke er en evangelisk-luthersk kirke. Den er det største kirkesamfund i Danmark og indtager en grundlovsfæstet særstilling i den danske stat.
Per 1. januar 2023 var knap 4,3 millioner mennesker svarende til 72,1 pct. af befolkningen registreret som medlem af Folkekirken. Andelen har længe været faldende. Et ikke opgjort antal danskere bosiddende i udlandet er også medlem af folkekirken uden at indgå i den nævnte opgørelse.
Folkekirken styres lokalt af menighedsråd valgt af medlemmerne i et sogn, underlagt provstier, stifter og kirkeministeriet. Der er 10 stifter i Danmark og ét for Grønland. Stifterne ledes af biskopper. Rammerne er fastlagt af Folketinget via lovene. Forholdet til staten er fastlagt i grundloven, men der er ikke enighed om, hvorvidt folkekirken er en egentlig statskirke. Folkekirken har ingen egne centrale organer, som bestemmer kirkens holdninger, hvorfor mange retninger inden for luthersk kristendom er repræsenteret, men i sidste ende er Folketinget kirkens øverste myndighed. Biskoppen kan dog lave retningslinjer for det enkelte stift. Biskopperne mødes til uformelle bispemøder, men udgør ikke et samlet organ.
Folkekirken bygger på den evangelisk-lutherske lære, som blev indført i kirken i Danmark ved reformationen i 1536. Indtil da var Danmark officielt romersk-katolsk. De lutherske kirker er fremherskende i Norden, Nordtyskland, Estland, Letland, dele af USA og Namibia. Folkekirken indgik i 2010 i Porvoo-fællesskabet sammen med andre lutherske og anglikanske kirker. Luthersk kristendom regnes med til protestantismen.

## Historie
Indtil gennemførelsen af den lutherske reformation i Danmark i 1536 havde den romersk-katolske kirke nydt stor autonomi og været økonomisk privilegeret. Med indførelsen af reformationen blev kirkernes og klostrenes jorde underlagt kongemagten, og der blev oprettet en statskirke med kongen som den øverste myndighed. Kongens magt over kirken blev yderligere styrket i forbindelse med indførelsen af enevælden i 1660. Den lutheranske kirke var dog ikke den eneste tilladte religion i Danmark, eftersom Den Katolske Kirke i Danmark, Det mosaiske trossamfund og Den Reformerte Kirke blev anerkendte trossamfund ved kongelig resolution i 1682. Ved Grundlovens vedtagelse i 1849 blev der indført religionsfrihed, og i den forbindelse blev betegnelsen folkekirke indført. Ifølge folkekirken selv skal betegnelsen markere, at kirken er folkets og ikke statens kirke. Begrebet "folkekirke" hævdes at stamme fra den tyske teolog og filosof Friedrich Schleiermacher.

### Kirkeforfatning
Ifølge Grundlovens § 66 skal Folkekirkens forfatning ordnes ved lov, en såkaldt løfteparagraf, der er videreført uændret fra Junigrundloven af 1849. Hensigten var, at der skulle vedtages kirkelov, der fastsatte, hvordan folkekirken selv kunne bestemme eller i det mindste være medbestemmende om egne forhold. Der findes forskellige love, som regulerer specifikke forhold inden for folkekirken, men der er aldrig lavet en samlet lov om kirkens styreform og indre forhold. Emnet har til stadighed været diskuteret, idet nogle ønsker centrale organer i folkekirken, f.eks. en central synode eller folkevalgte stiftsråd. Der har fire gange været nedsat kommissioner (1853-54 og 1868-70) eller udvalg (1904-07 og 1928-40) til at løse spørgsmålet, der alle har udarbejdet forslag til en kirkeforfatning, men hver gang har Folketinget afvist gennemførelsen, og der har været intern uenighed i udvalgene. Både internt i Folkekirken og i Folketinget er emnet kontroversielt. Tilhængerne af en reform nævner demokratisering og medlemsindflydelse, kirkens mulighed for at tale med en samlet stemme, og at en kirke ikke bør være underlagt politisk styring. Tilhængerne af status quo hævder, at et kirkeligt selvstyre risikerer at føre til politisering, skade kirkens bredde (der er traditionelt plads til både grundtvigianere og Indre Mission), at den nuværende ordning fungerer udmærket, og at et selvstyre kan føre til total adskillelse af kirke og stat.

## Medlemstal, udmeldelse og dåb

### Medlemstal og gudstjenestedeltagelse
Folkekirkens medlemsprocent for hele befolkningen er faldet hvert år siden i hvert fald 1990, hvor der var en medlemsprocent på 89,3, frem til 2023, hvor medlemsprocenten var 72,1.
Hvis man alene kigger på den del af den danske befolkning, som har dansk oprindelse, er faldet mindre markant: Her er sket et fald i andelen, som er medlemmer af Folkekirken, fra ca. 90 % i 2002 til 85,9 % i 2017 og videre til 83,9 % i 2023.En stor del af faldet i Folkekirkens relative medlemsandel af befolkningen skyldes derfor demografiske ændringer, hvor en større andel af befolkningen har indvandrerbaggrund. Samtidig er andelen af medlemmer af Folkekirken blandt indvandrere og efterkommere af indvandrere faldet fra 16,5 % i 2002 til 7,3 % i 2023.
I 2023 udgjorde indvandrere og efterkommere 1,4 % af Folkekirkens samlede medlemsskare. Hvad angår indvandreres aldersfordeling viste tal fra 2011, at kun i aldersgruppen af indvandrere over 75 år var mere end 50 % af aldersgruppen medlemmer af Folkekirken. Blandt indvandrere fra andre nordiske lande, samt indvandrere fra lande med store evangelisk-lutherske kirkesamfund som f.eks. Tyskland og Holland, er der ifølge tal fra 2009 tale om en ganske pæn medlemsprocent af Folkekirken, når sammenlignes med indvandrere fra andre lande.
Den højeste medlemsandel af befolkningen (1. januar 2023) finder man i Mandø Sogn med en andel på 100 % blandt de 31 indbyggere, mens den laveste medlemsandel findes i Tingbjerg Sogn med 14,4 %.
I januar 2023 var Københavns Stift med en medlemsprocent på 54,4 det stift i landet, der havde den mindste medlemsandel, mens Viborg Stift med 82,0 % havde den højeste medlemsandel.
En undersøgelse i 2008 viste at ca. 2,4 % af danskerne går til gudstjeneste på ugentlig basis.

### Udmeldelse af Folkekirken
Udmeldelse af Folkekirken (ophør af medlemskab) er reguleret af samme lovgivning. Man kan udmelde sig ved skriftlig henvendelse til bopælssognet, hvilket er gratis. Er den, der ønsker udmeldelse, under 18 år, kræves forældrenes samtykke. 20,2 % af Folkekirkens medlemmer var pr. 1. januar 2013 under 18 år gamle.
Derudover bliver man udmeldt, hvis man tilslutter sig et trossamfund udenfor Folkekirken. Desuden kan man ekskluderes fra folkekirken ved at stille sig uden for folkekirkens bekendelsesgrundlag. Siden indførelsen af medlemsloven i 1991 er ét medlem blevet indstillet til eksklusion af Folkekirken, nemlig kirketjener Steen Ribers fra Skt. Andreas Kirke i Københavns Stift. Sagen er kendt som Ribers-sagen og blev afsluttet ved domsafsigelse i Højesteret i 2005, hvor Steen Ribers fik medhold, idet Højesteret erklærede eksklusionen ugyldig.

### Dåbstal og indmeldelsestal
Man bliver medlem af folkekirken ved dåben eller ved senere indmeldelse på baggrund af dåb foretaget i et andet kirkesamfund. Borgere, der for første gang indrejser til Danmark, kan også efter eget ønske lade sig registrere som medlem af Folkekirken. Nærmere bestemmelser omkring medlemskab og ophør af medlemskab af Folkekirken er reguleret efter “Bekendtgørelse om stiftelse og ophør af medlemskab af folkekirken” af 19. juni 2012, i henhold til §4 i medlemskabsloven fra 2012.
Knap 41.000 personer blev døbt i Folkekirken i 2022. Dåbsprocenten (procentdelen af en børneårgang, der bliver døbt, inden de fylder 1 år) var i 2022 ca. 56,2 % af en årgang. I 1990 var dåbsprocenten 80,6.
I 2022 meldte 11.124 personer over 1 år sig ind i Folkekirken, mens 12.751 personer aktivt meldte sig ud.
Blandt de evangelisk-lutherske nationale kirker i Norden havde Folkekirken med sine 73,8 % medlemmer i 2021 den højeste relative medlemsandel for tiden. De øvrige nordiske kirkers medlemsandel var Norge: 70,6 % (2018), Finland: 69,8 % (2018), Island: 67,2 % (2018), og Sverige: 59,4 % (2018).

## Organisation og økonomi
Folkekirken bestyres af Kirkeministeriet og den til enhver tid siddende kirkeminister er den øverste administrative autoritet. Folkekirken har ingen egen synode, men når det er nødvendigt kan Folketinget i stedet fungere som sådan. Administrativt er kirken inddelt i 11 stifter, hver under ledelse af en biskop (heraf en på Grønland. Den færøske kirke er pr. 29. juli 2007 blevet selvstændig og er ikke længere en del af folkekirken). Disse 11 stifter er igen underinddelt i 103 provstier (pr.  november 2019), 1340 pastorater og 2133 sogne (pr.  oktober 2022), (Webside ikke længere tilgængelig) hvori der findes ca. 2400 kirker.[kilde mangler] Folkekirken har i alt ca. 2400 sognepræster, og sognene bestyres af 2200 menighedsråd med i alt ca. 18.000 menighedsrådsmedlemmer (i denne tekst er tallene for pastorater, kirker, sognepræster og menighedsråd ikke korrigeret efter den færøske kirkes adskillelse fra folkekirken, men antallet af provstier og sogne er).
Folkekirken finansieres via kirkeskatten, der pålignes medlemmer af folkekirken, og som opkræves af staten via skattemyndighederne. Den blev indført i 1920 efter, at den hidtidige jordtiende var blevet afskaffet med tiendeafløsningen. Derudover modtager folkekirken årligt et bloktilskud fra den danske stat i henhold til Grundloven §4. I den statslige administration varetager folkekirken civilregistrering i Danmark med undtagelse af Sønderjylland.
Folkekirkens indtægter og udgifter er årligt på ca. 6 mia. kroner. I 2004 var det på indtægtssiden sådan, at landskirkeskatten, der går til Folkekirkens Fællesfond, udgjorde 954 mio. kroner, mens lokal kirkeskat udgjorde 3.878 mio. kroner, dvs. at kirkeskatterne udgjorde knap 80% af indtægterne. Dertil kom andre indtægter på 540 mio. kroner (knap 9%) og et bloktilskud på 704 mio. kroner (knap 12%), som primært går til præstelønninger. Præster har siden 1969 været ansat som statslige tjenestemænd i Kirkeministeriet som ansættelsesmyndighed.
De fleste kirkebygninger er selvejende, men i 2003 fandtes der stadig 16, der ikke var selvejende. Før tiendeafløsningen var det ganske normalt, at en privat person ejede kirketienden og dermed også havde ansvaret for kirkebygningen.

## Civilregistrering
Folkekirken varetager dele af civilregistreringen (registrering af fødsel, navneskift, død m.v.) for alle borgere. Det gælder dog ikke i Sønderjylland (de sønderjyske landsdele), hvor dette arbejde udføres af kommunerne. Det skyldes, at civilregistrering blev overført fra kirken til kommunerne i 1873, da området hørte under Prøjsen, og ordningen blev fortsat efter Genforeningen i 1920. Efter folkekirkens overgang til elektronisk personregistrering samt vedtagelse af ny navnelov i 2005, kan sognene i Sønderjylland dog godt gennemføre navneændringer for borgere, der ikke er født i Sønderjylland.
Begravelsesanmodninger behandles i hele landet af den lokale begravelsesmyndighed (den kirkebogsførende sognepræst eller kordegnen) i enten bopælssognet eller i enkelte tilfælde i hændelsessognet.
Kritik fra ikke-medlemmer, der måtte henvende sig til folkekirken for at registrere børnefødsler, medførte, at kirkeminister Bertel Haarder i 2005 indførte en ordning, hvorved man kunne sende fødselsanmeldelser til et enkelt centralt kontor i Lolland-Falsters Stift i stedet for til den lokale folkekirke. Fra 1. oktober 2010 ophørte kravet om, at forældrene selv skulle anmelde deres barns fødsel. Dette foretages nu af jordemoderen (kun hvis der slet ikke har været en jordemoder til stede ved fødslen, skal forældrene selv foretage fødselsanmeldelse).
Med fremkomsten af digital signatur (i 2007-2008) og NemID (i 2010) er spørgsmålet om henvendelse til et bestemt kirkekontor dog i vid udstrækning blevet afløst af digitale selvbetjeningsløsninger for borgerne. 1. december 2013 trådte anden bølge af bestemmelserne om obligatorisk digital selvbetjening i kraft for folkekirkens vedkommende, hvilket betyder, at det efter denne dato er blevet obligatorisk for borgerne at anvende en række digitale selvbetjeningsløsninger i forhold til civilregistrering (faderskab, anmeldelse om navngivning (uden dåb), navneændring og begravelsesanmodning) - enkelte undtagelser fra kravet om brug af obligatoriske digitale selvbetjeningsløsninger forekommer dog, især i spørgsmålet om begravelsesanmodning.

## Statskirke og/eller folkekirke
Efter reformationen og indtil 1849 var kirken en del af staten. I Kongeloven fra 1665 krævedes det af kongen, at han skulle opretholde den augsburgske bekendelse i rigerne og skærme rigerne mod kættere. Kongen proklameredes som kirkens og gejstlighedens øverste styrer, med myndighed over alt hvad der vedkom gudstjenester og kirkelige sammenkomster.:146  Religionen og kirkestyrelsen var et statsanliggende, og det var ikke muligt at træde ud af kirken.:239
I løbet af 1700-tallet fremkom krav om åndelig frihed, og i praksis svækkedes statskirkens krav om f.eks. tvungen kirkegang. Med Junigrundloven i 1849 blev den lovgivningsmæssige konsekvens taget.:239 Grundloven gav frihed til at udøve gudsdyrkelse efter eget valg (oprindelig § 81, nuværende § 67), uden at valget har indflydelse på de borgerlige rettigheder og pligter (opr. § 84, nu § 70). Staten understøtter folkekirken (§ 4), men staten er i retslig henseende religionsløs, f.eks. er der intet krav om at kirkeministeren eller andre regeringsmedlemmer eller indbyggere skal være medlem af folkekirken.:240
Folkekirkens lovgivningsmæssige forhold er dog fortsat afgjort af staten. Junigrundloven 'lovede' at Folkekirkens forfatning ordnes ved lov (opr. § 80, nu § 66), en såkaldt løfteparagraf. Der er imidlertid stadig ikke udarbejdet en sådan forfatning, og i praksis er denne paragraf i Grundloven blevet fortolket som ordnes ved lovgivning.:242 Denne lovgivning har inkluderet emner som af mange er blevet betragtet som tilhørende folkekirkens indre (og ikke blot ydre) forhold, såsom muligheden for kvindelige præster vedtaget ved lov i 1947 trods modstand fra flere biskopper.:294 Efter at ligestillings- og kirkeminister Manu Sareen i 2012 ved forordning indførte mulighed for folkekirkelig vielse af personer af samme køn (uden fuld accept fra alle biskopper, men også uden at nogen biskopper direkte sagde nej), anlagde en persongruppe sag som endte ved Højesteret. Højesteret afviste at ministeren havde handlet grundlovsstridigt, og angav som del af begrundelsen for afgørelsen:
Lovgivningsmagten og regeringen har ikke pligt til forud for regulering af folkekirkens forhold at høre nogen kirkelig instans. Uanset dette skete der forud for den gennemførte ordning bl.a. inddragelse af landets biskopper.
Gør dette folkekirken til en statskirke? Nogle mener ja, eller i praksis ja. Andre mener nej. Tidligere kirkeminister Mette Bock fastholdt i et interview mod slutningen af sin embedsperiode, at der er forskel på statskirke og folkekirke:
”Det har været min opgave at sørge for, at de to ikke støder sammen. For i Danmark har vi ikke en statskirke, men en folkekirke. Men der har været et eksempel undervejs i min periode, hvor de to er stødt sammen,” erkender hun.
Kirkehistorier og professor Martin Schwarz Lausten fastholder også forskellen, men påpeger samtidig det indviklede forhold:
Har vi da en folkekirke eller en statskirke? Grundloven afviser selv gennem sit ordvalg, at vi har en statskirke. Endvidere gælder, at statskirke har man der, hvor alle, som fødes i det pågældende land, automatisk bliver medlemmer af landets kirke, og hvor samtlige beslutninger af både åndelig, indrekirkelig og verdslig art træffes af statslige organer. Sådan forholder det sig ikke i Danmark, hvor man frivilligt skal indmeldes, dersom man ønsker medlemskab. På den anden side er der statskirkelige træk, idet regenten iflg. Grundloven skal være medlem af den evangelisk-lutherske folkekirke, og staten skal iflg. Grundloven støtte netop denne kirke frem for andre. Lovgivning og administration af den udføres af folketing og kirkeministerium med den rent politisk udnævnte minister i spidsen, statsoverhovedet udnævner efter indstilling biskopper, det offentlige opkræver kirkeskatten på kirkens vegne og lader folkekirken foretage personregistreringen. Sammenfattende kan man sige, at vi har en folkekirke med stærke statskirkelige træk.
(fremhævelse i originalen)

## Bekendelsesskrifter
I Danske Lov 2-1-1 hedder det:
"Den Religion skal i Kongens Riger og Lande alleene tilstædis, som overeens kommer med den Hellige Bibelske Skrift, det Apostoliske, Nicæniske og Athanasii Symbolis, og den Uforandrede Aar et tusind fem hundrede og tredive overgiven Augsburgiske Bekiendelse, og Lutheri liden Catechismo."
Folkekirkens bekendelsesskrifter er således:
- Den apostolske trosbekendelse
- Den nikæno-konstantinopolitanske trosbekendelse
- Den athanasianske trosbekendelse
- Den augsburgske bekendelse
- Luthers lille Katekismus

## Ritualer og liturgi
Det bedst kendte ritual i Folkekirken er givetvis søndagens gudstjeneste med nadver (formelt kaldet højmesse), men herudover udfører folkekirken også en række andre ritualer, hvoraf de vigtigste er dåb, vielser og begravelser. Ritualerne udføres på grundlag af de forskrifter, som er fastsat i den til enhver tid gældende ritualbog, aktuelt i "Ritualbog (Gudstjenesteordning for Den Danske Folkekirke)" autoriseret ved kongelig resolution af 12. juni 1992. Når en ny gudstjenesteordning sættes i kraft, forbliver tidligere ordninger dog stadig gyldige, så derfor kan man også i Folkekirken anvende ritualer som foreskrevet i tidligere ordninger. De væsentligste ordninger siden reformationen har været Kirkeordinansen fra 1537 – udgivet umiddelbart efter reformationen – og Kirkeritualet fra 1685, der i lange tider udgjorde en slags "grundlov" for Folkekirken. Hertil kom visse mere generelle bestemmelser "om religionen og gejstligheden" i anden bog af Christian V's Danske Lov fra 1683. Senere betydende ritualbøger har været ritualbøgerne fra 1895 og 1912.

## Folkekirkens aktiviteter
Ud over de normale gudstjenester på søn- og helligdage er der særligt fire begivenheder i livsforløbet, hvor folk søger folkekirkens rituelle rammer, nemlig dåb, konfirmation, bryllup og begravelse.
En række folkekirker afholder gudstjenester og aktiviteter målrettet børn og deres forældre, såsom familiegudstjenester, babysalmesang og pastagudstjeneste/spaghettigudstjeneste. Af disse kan familiegudstjenester ligge på højmessens plads, mens de øvrige arrangementer normalt foregår på andre tidspunkter.
Forud for konfirmation er et forløb med konfirmationsforberedelse gennem 7. eller 8. klassetrin. Mange kirker har desuden minikonfirmander nogle år tidligere, hvilket kan sammenlignes med konfirmationsforberedelse uden konfirmation (men måske en markering i kirken af forløbets afslutning).

## Kirkelige foreninger i folkekirken
En række foreninger med forskellige teologiske standpunkter arbejder inden for folkekirkens bekendelse. Efter vækkelserne i 1800-tallet opstod missionsbevægelserne, Indre Mission, Luthersk Mission og Evangelisk Luthersk Mission, Tidehverv, Grundtvigianisme, og i kølvandet blev der oprettet en række ydremissionsselskaber: Dansk Ethioper Mission, Sudan Missionen, Den Danske Israelsmission, Danmission og Folkekirkens Nødhjælp.
Inden for ungdomsarbejde findes der bl.a. Økumenisk ungdom, Kristeligt Forbund for Studerende, KFUM og KFUK, Frivilligt Drenge- og Pige-Forbund, FDF, Danmarks Kristelige Gymnasiastbevægelse, Danmarks Folkekirkelige Søndagsskoler, Børne- og UngdomsOase, Luthersk Missions Ungdom og Indre Missions Unge.